# Donoessus nigriceps
Donoessus nigriceps là một loài nhện trong họ Salticidae.
Loài này thuộc chi Donoessus. Donoessus nigriceps được Eugène Simon miêu tả năm 1899.